# Ükörkelonc
Az ükörkelonc (Lonicera xylosteum) a mácsonyavirágúak (Dipsacales) rendjébe, ezen belül a loncfélék (Caprifoliaceae) családjába tartozó faj.

## Előfordulása
Az egész európai kontinens területén igen gyakori. Ázsiában, Törökországban és Szibériában őshonos. Észak-Amerikába betelepítették.

## Megjelenése
Felálló szárú, gazdagon ágas, sekélyen gyökerező cserje, magassága a 3 métert is elérheti. A fiatal ágak szürke, rövid, puha szőrösek, az idősebbek kopaszok, belül üregesek, vékonyak, ívben elhajlók, sötétszürke vagy barna színűek; a cserjetörzs kérge szürkésbarna, felületén hosszirányú repedésekkel. Az átellenesen álló levelek puhák, nyelesek, 7 centiméter hosszúak és 5 centiméter szélesek, széles elliptikusak vagy fordított tojás alakúak, többé-kevésbé kihegyezettek. Válluk kissé lekerekített vagy ék alakba keskenyedő, szélük ép, mindkét oldalukon, de főleg fonákjukon puha, pelyhes szőrökkel. Felül sötét szürkészöldek.

## Életmódja
Az üde, jó termőképességű, meszet is tartalmazó erdőtalajok, sövények, cserjések lakója. Magyarországon sűrű árnyékú hegyvidéki erdőkben fordul elő, mintegy 1600 méter magasságig felhatol.
A virágzási ideje május–június között van. Piros bogyótermései június végén, júliusban érnek, és emberi fogyasztásra alkalmatlanok, de a madarak kedvelik.

## Hibridjei
- Lonicera × helvetica Brügger = Lonicera nigra × Lonicera xylosteum
- Lonicera × pseudochrysantha A.Br. ex Rehder = Lonicera chrysantha × Lonicera xylosteum
- Lonicera × xylosteoides Tausch = Lonicera tatarica × Lonicera xylosteum

## Képek

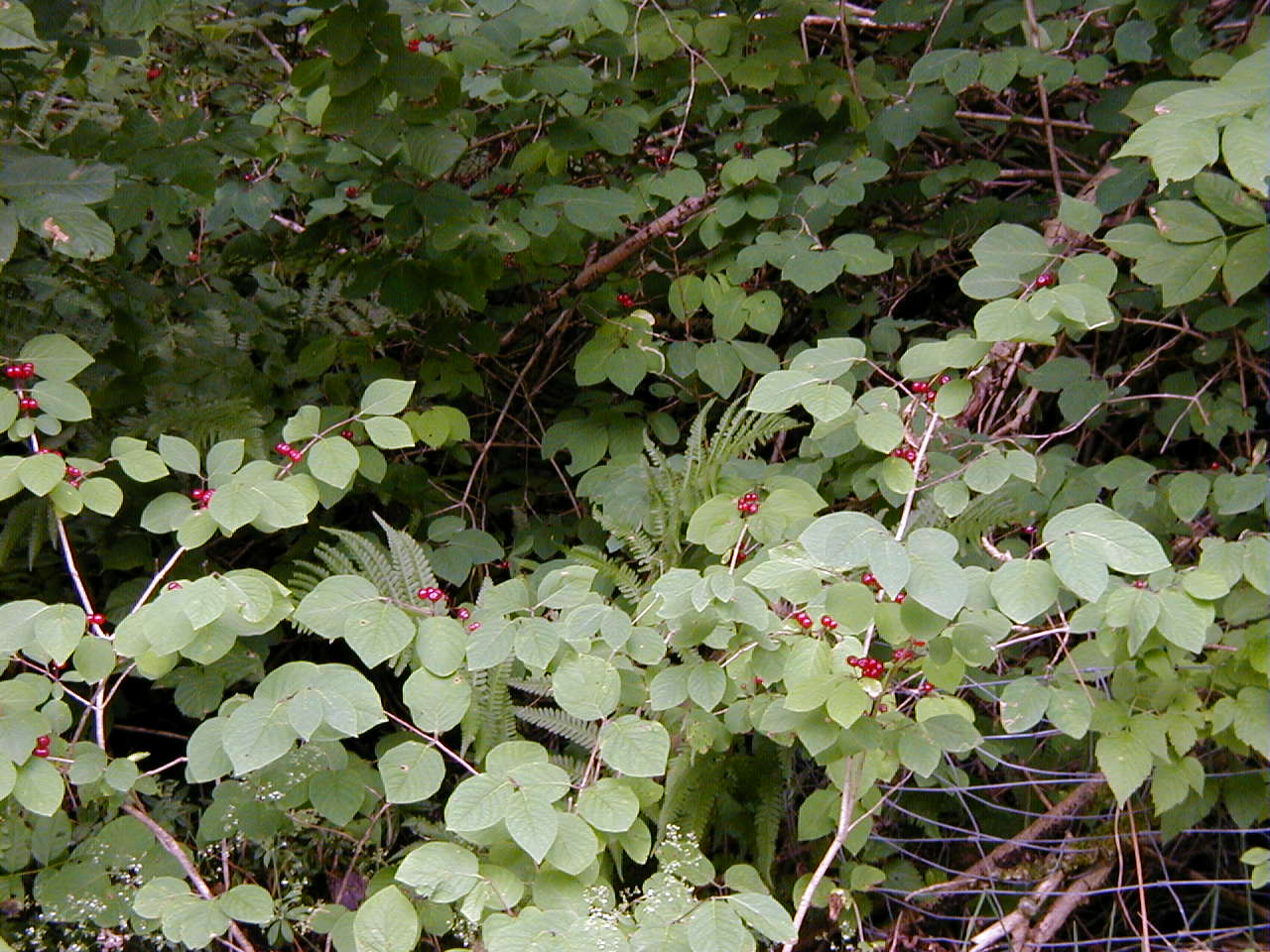
A növény
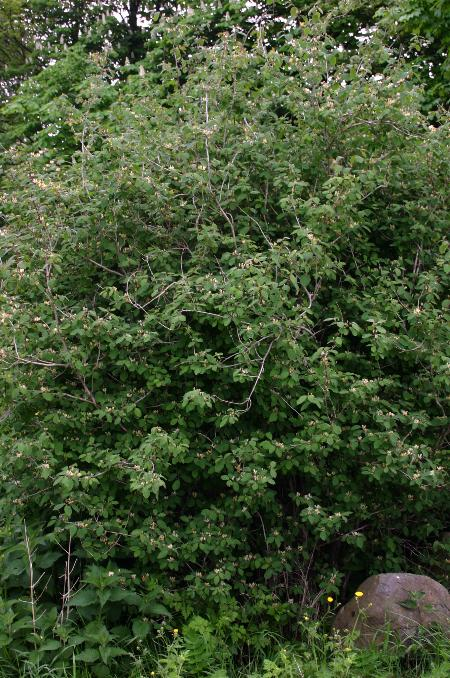
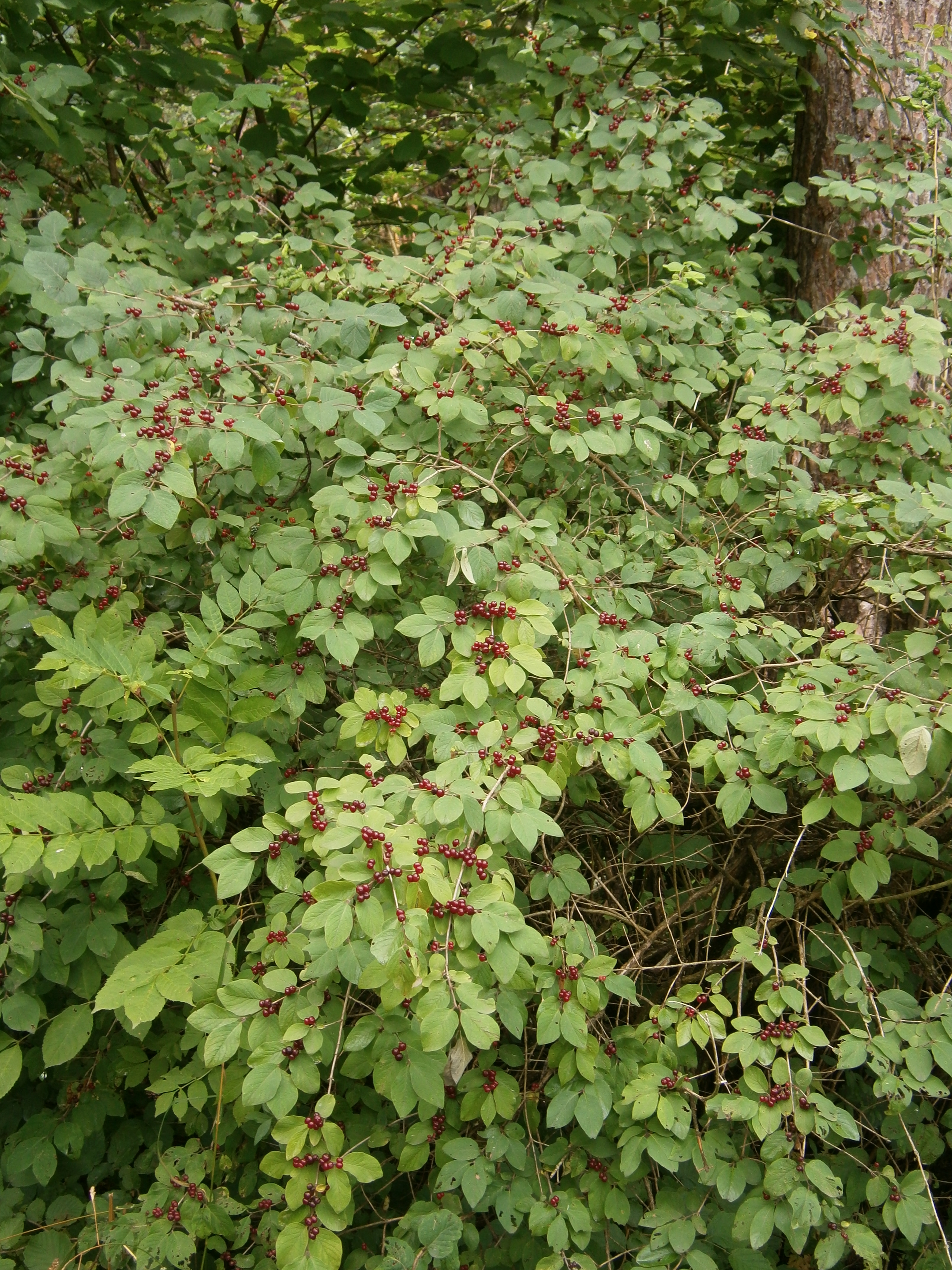
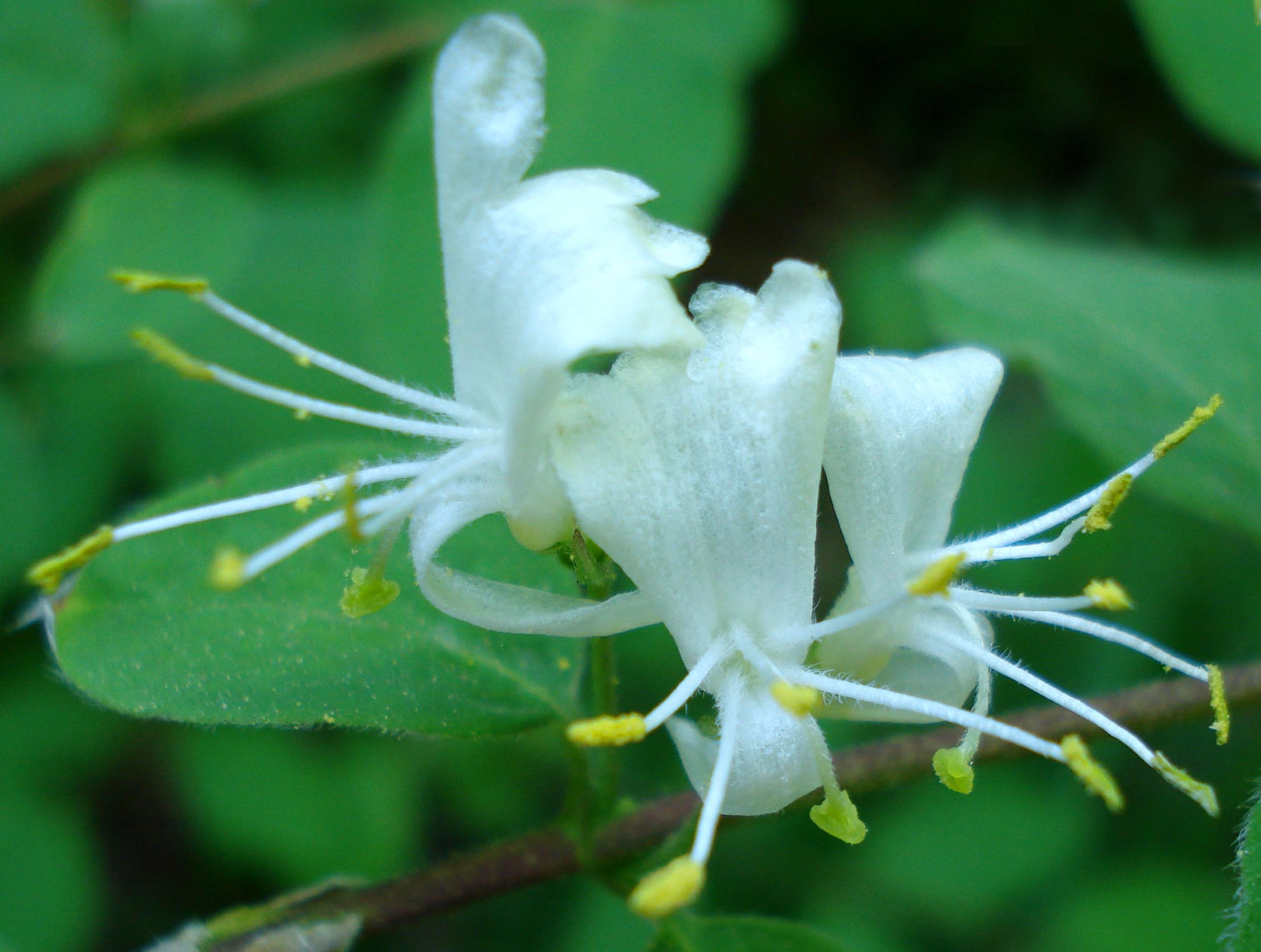
Virágai
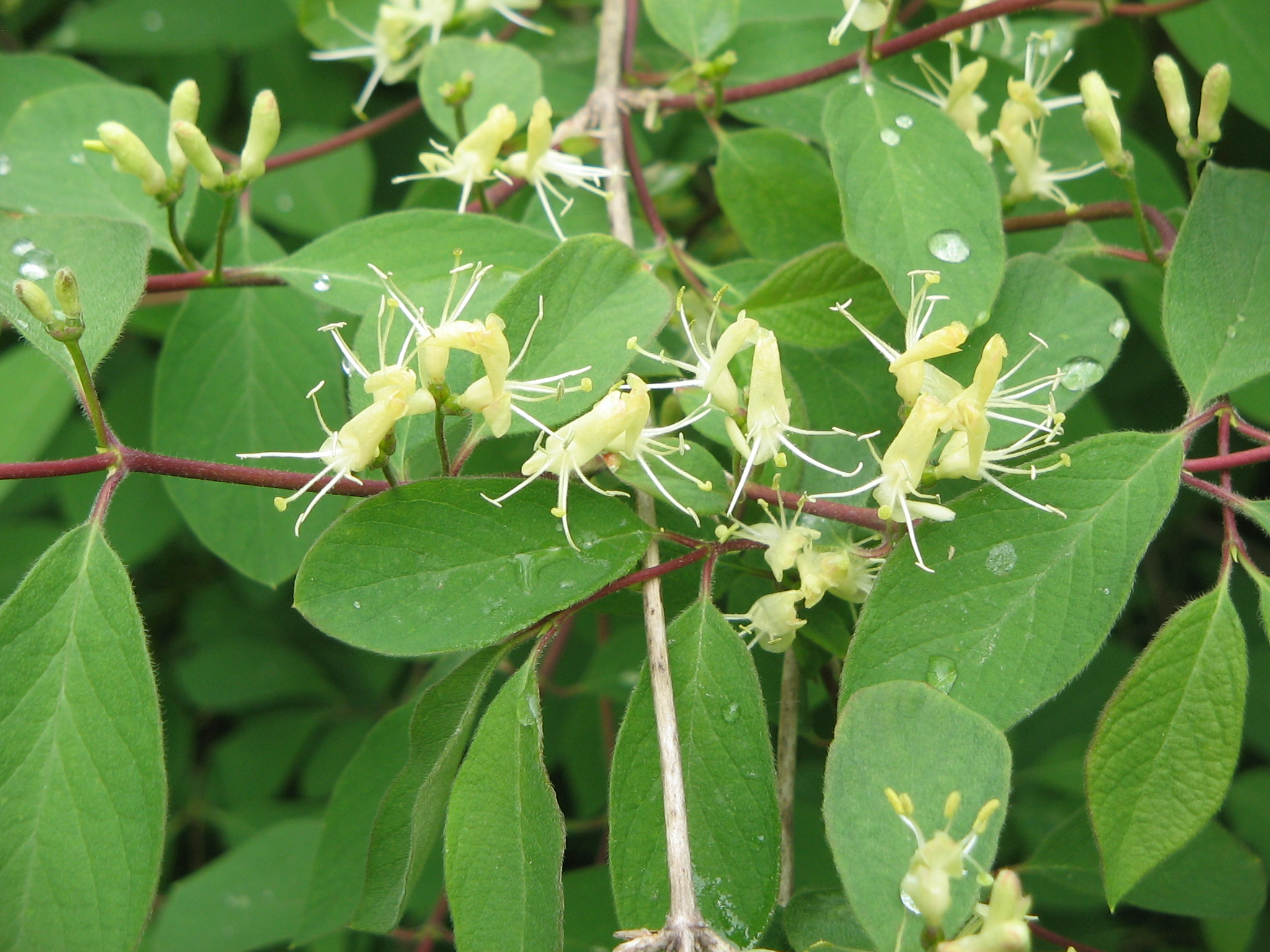
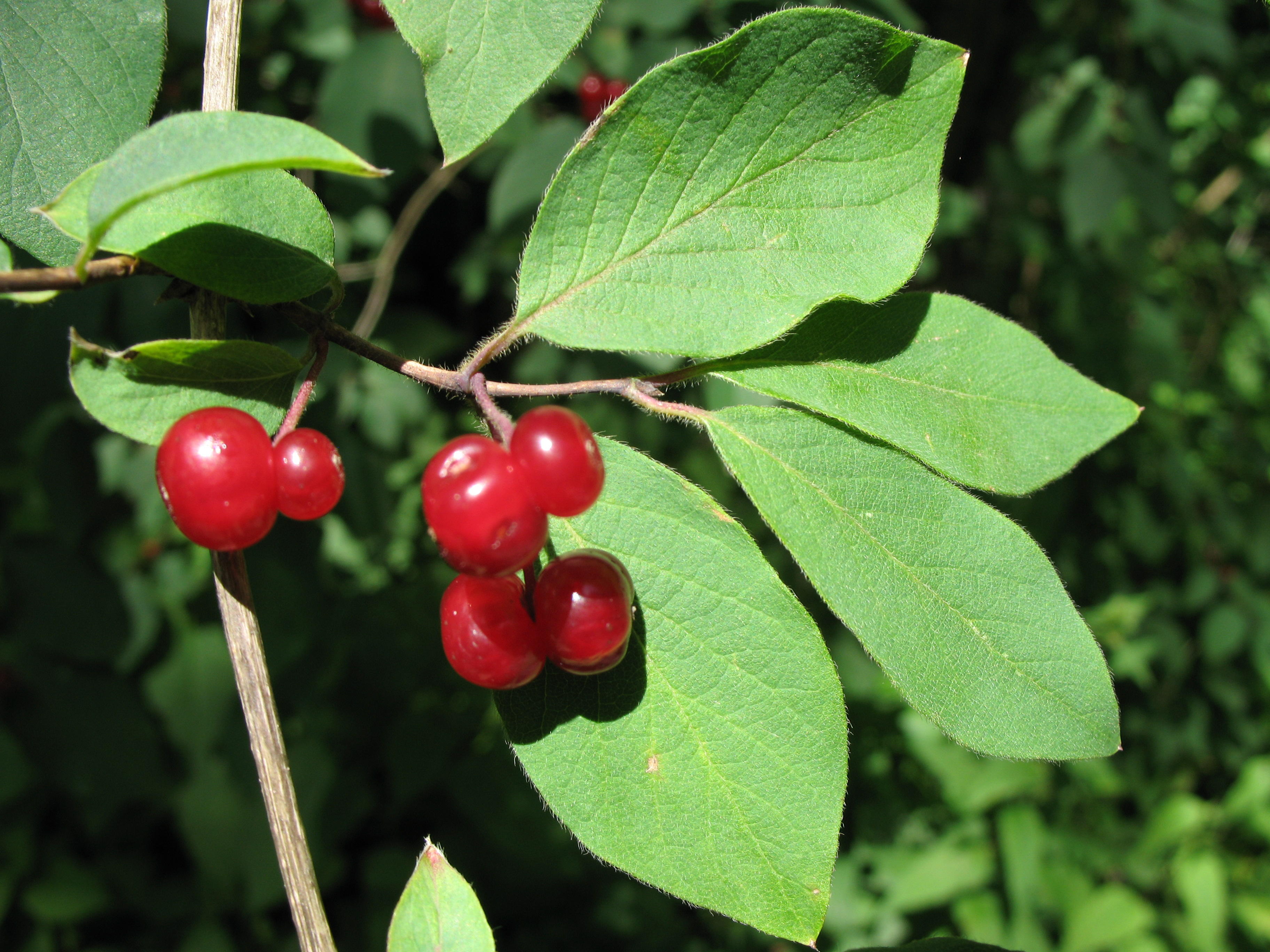
Termései
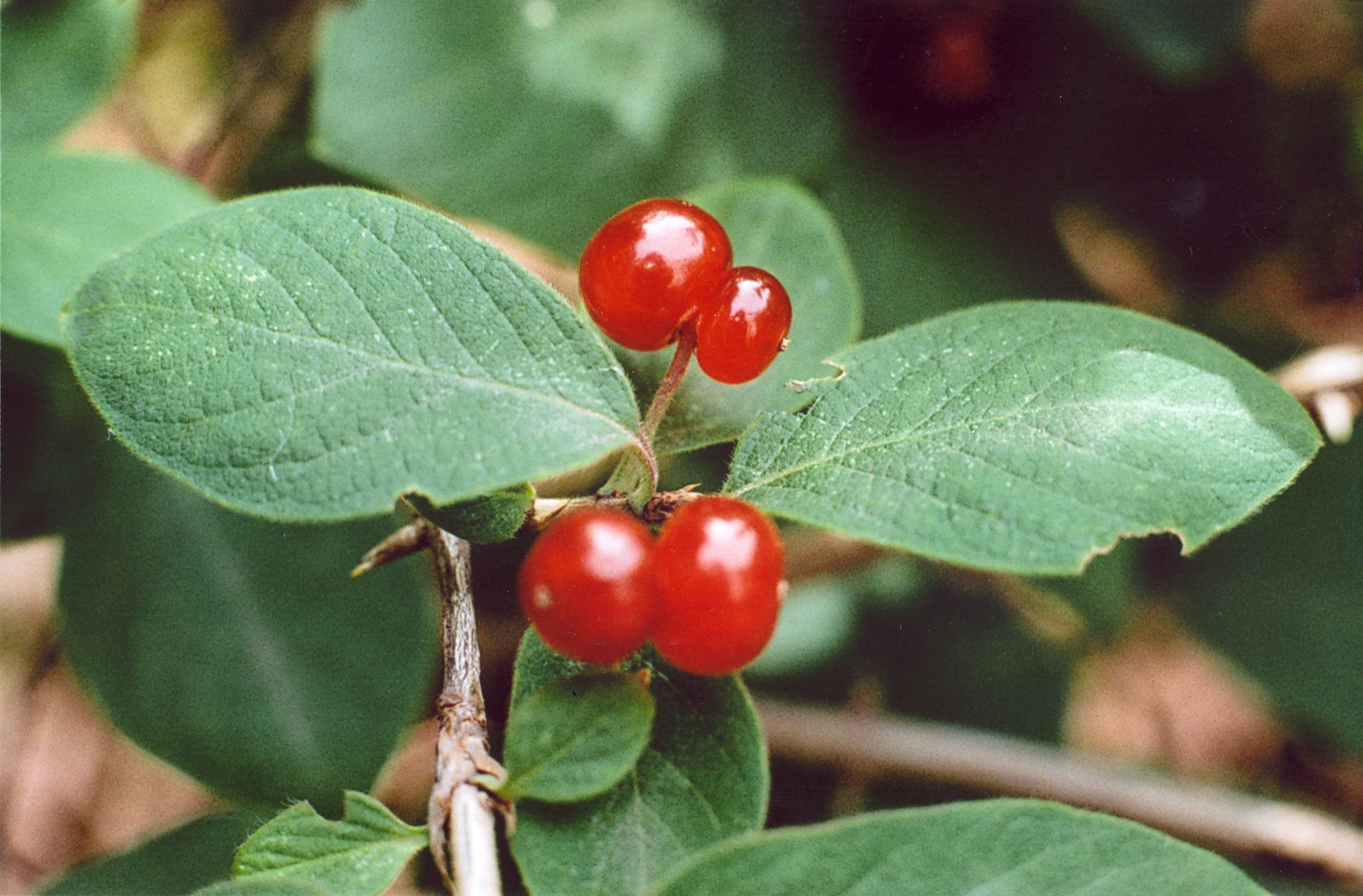
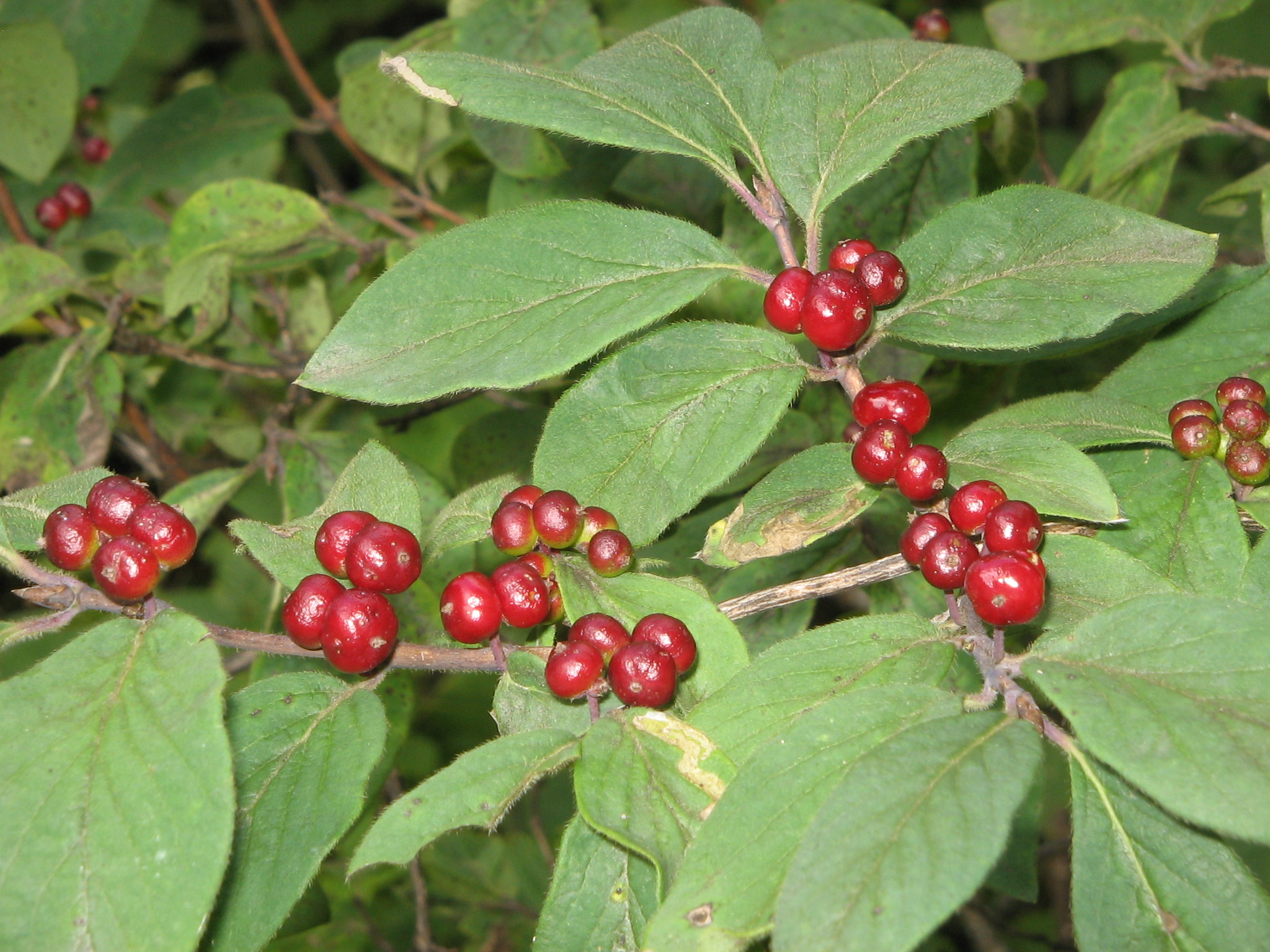
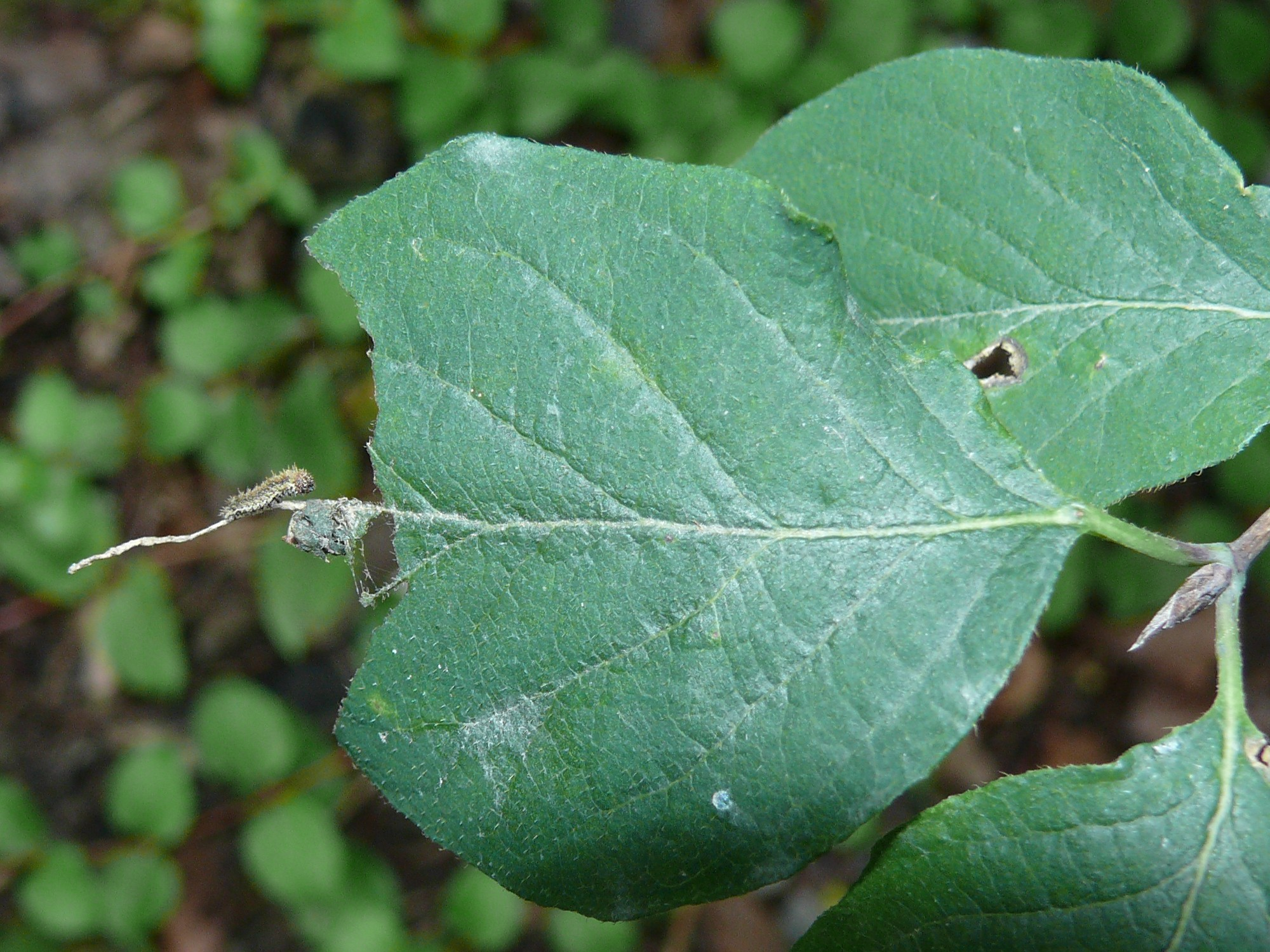
Hernyórágta levele
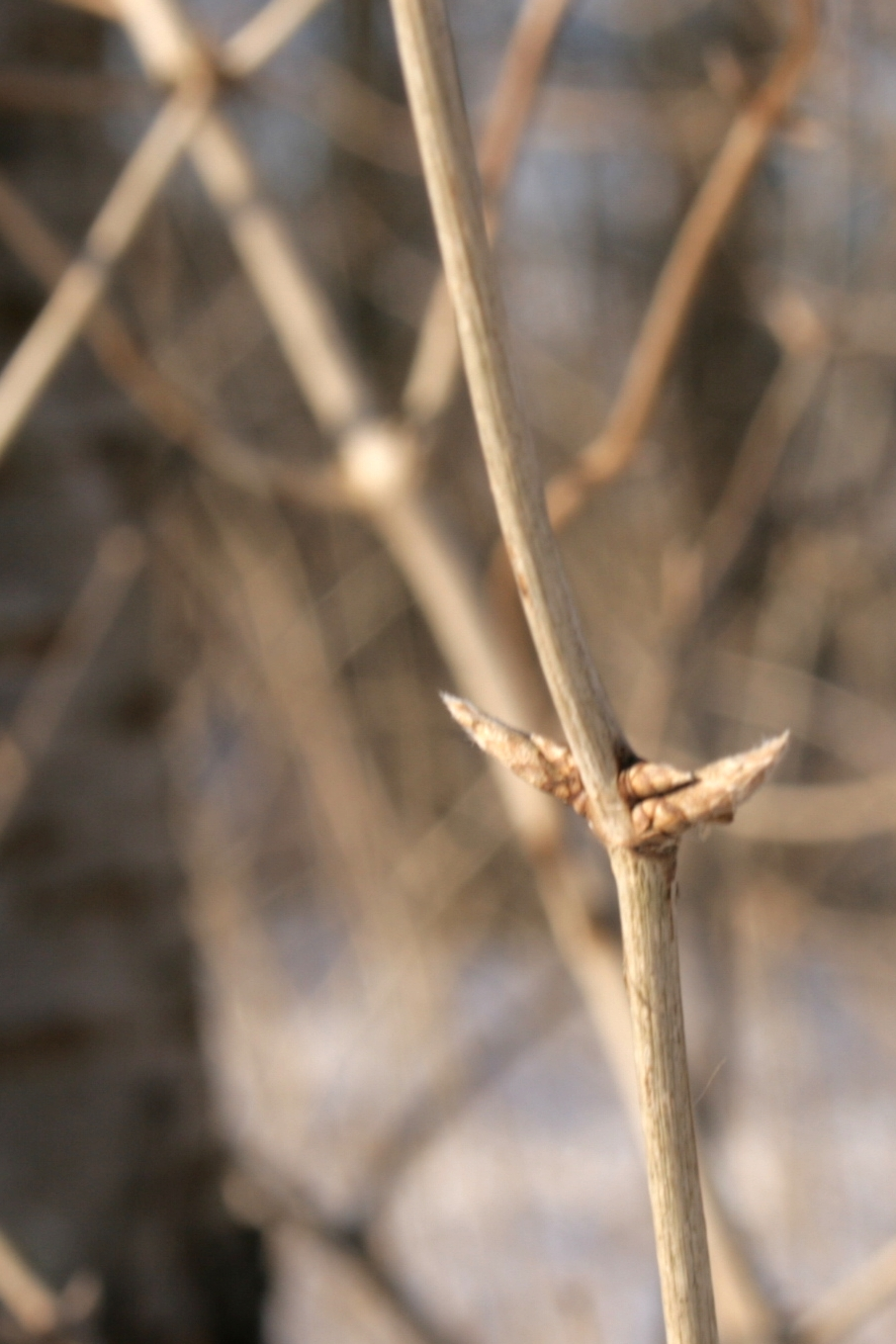
Rügyei
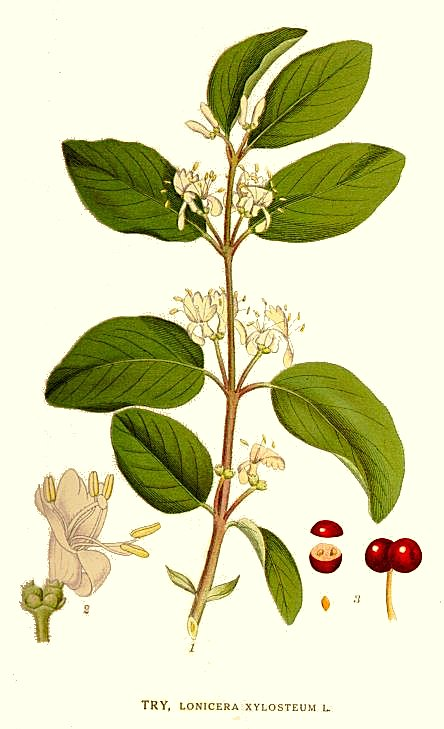
Rajzok a növényről
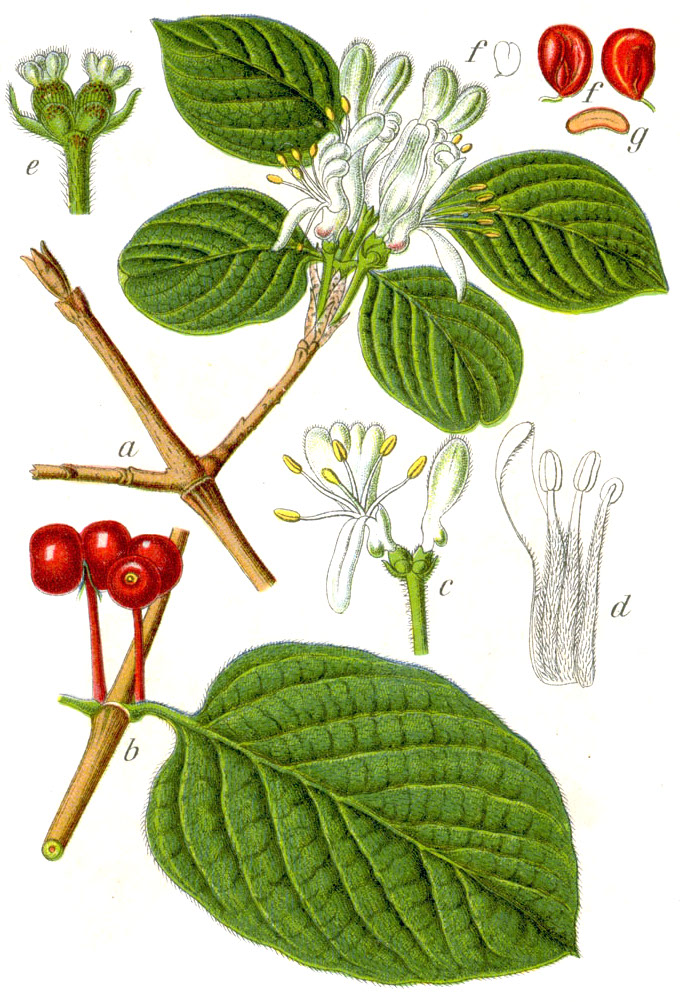